# Paul McGann
Paul McGann (* 14. listopadu 1959) je anglický herec. Je znám především díky roli 8. doktora v britském sci-fi seriálu Doctor Who a nebo také díky roli v komediálním filmu Withnail and I.

## Mládí
Paul se narodil v Liverpoolu do katolické rodiny, měl staršího bratra Joe McGanna a mladšího bratra Marka McGanna. Už v mládí navštěvoval dramatický kroužek na škole, kterou studoval, jelikož
byl velmi nadaný, jeho učitelé se rozhodli, že ho pošlou do Royal Academy of Dramatic Art. Jeho první průlomová role byla v komediálním pořadu Give us a Break, kde si zahrál roli hráče kulečníku. Přestože byl seriál úspěšný, Paulovi další role stejně nezajistil. Návrat do televize přišel až o tři roky později. Bylo to docela štěstí, že ho BBC pozvala, aby hrál v pořadu The Monocled Mutineer kriminálníka Percyho Toplise. Za tento počin sklidil velkou kladnou reakci ze strany kritiků, neboť ve své roli podle jejich názoru přímo exceloval. To mu přineslo možnost se dostat na plátna kin, což se mu podařilo hned o rok později ve snímku Withnail & I, kde ztvárnil jednu z hlavních postav.

## Doctor Who
V roli Doktora má po válečném doktorovi nejméně odehraných minut, objevil se pouze v Doctor Who filmu v roce 1996 a v roce 2013 v šestiminutovém předspeciále, ale jeho jméno se objevilo na mnoha místech, jelikož měl hrát v roce 1996 v celé sérii Doctor Who, která nebyla natočena. Hrál pouze v úvodním filmu. Otázkou zůstává, proč v roce 2005 při obnovení seriálu nepředstavila BBC konečně McGanna, ale Christophera Ecclestona jako devátého doktora. Sedmý doktor kvůli silným lékům opožděně zregeneruje v márnici v osmého a seznámí se se svou společnicí Grace, se kterou měl strávit i celou obnovenou sérii. I přestože jeho televizní činnost spojená s osmým doktorem skončila, objevuje se na spoustě komiksů a ve spoustě příběhu dá se říci až do teď. Osmý doktor má velmi pozoruhodný charakter - romantický, chápavý, velmi klidný, stranící se boje. Jeho jediný soupeř, který ho potkal byl Master. Jeho kostým není ničím zvláštní - černé sako, košile, kravata a svetr. Jelikož tato regenerace nestihla zregenerovat do nové podoby, protože se v roce 2005 objevil zcela nový doktor, v roce 2013 v malém speciále The Night of The Doctor osmý doktor regeneruje do Válečného doktora.

## Osobní život
V roce 1991 si vzal Annie Marii Milner a měl s ní dva syny: Joe a Jake. Rozvedli se v roce 2006. V letech 2006–2008 chodil s herečkou Susannah Harker. Nyní žije ve Velké Británii v Cliftonu v Bristolu.

## Filmografie

### Filmy
| Rok  | Název                                | Role                                    |
| 1987 | Withnail and I                       | "...& I"                                |
| 1987 | Empire of the Sun                    | Lt. Price                               |
| 1989 | Tree of Hands                        | Barry                                   |
| 1989 | The Rainbow                          | Anton Skrebensky                        |
| 1989 | Dealers                              | Daniel Pascoe                           |
| 1990 | The Monk                             | Father Lorenzo Rojas                    |
| 1990 | Paper Mask                           | Matthew Harris                          |
| 1991 | Afraid of the Dark                   | Tony Dalton                             |
| 1992 | Alien 3                              | Golic                                   |
| 1993 | The Three Musketeers                 | Girard/Jussac                           |
| 1996 | Doctor Who: The Movie                | Doktor                                  |
| 1997 | FairyTale: A True Story              | Arthur Wright                           |
| 1997 | Downtime                             | Rob                                     |
| 1998 | The Dance of Shiva                   | Capt. Greville                          |
| 1998 | The Rime of the Ancient Mariner      | Samuel Taylor Coleridge/Ancient Mariner |
| 2001 | My Kingdom                           | Dean                                    |
| 2002 | Queen of the Damned                  | David Talbot                            |
| 2003 | Listening                            |                                         |
| 2005 | Gypo                                 | Paul                                    |
| 2005 | Naked in London                      | Mr Johnson                              |
| 2006 | Poppies                              | Tony                                    |
| 2006 | Always Crashing in the Same Car      | Bill                                    |
| 2009 | Lesbian Vampire Killers              | Vicar                                   |
| 2013 | A Little Place Off the Edgware Road  | James Craven                            |
| 2014 | The Minister of Chance: The Prologue | Ambassador Durian                       |

### Televize
| Rok       | Název                                                      | Role                 | Poznámka                                |
| 1983      | Give Us a Break                                            | Mo Morris            |                                         |
| 1986      | The Importance of Being Earnest                            | John Worthing        |                                         |
| 1986      | The Monocled Mutineer                                      | Percy Toplis         |                                         |
| 1990      | Drowning in the Shallow End                                | Colin                |                                         |
| 1992      | Nice Town                                                  | Joe Thompson         |                                         |
| 1995      | Catherine the Great                                        | Potemkin             |                                         |
| 1995      | The Hanging Gale                                           | Liam Phelan          |                                         |
| 1995      | The Merchant of Venice                                     | Bassanio             |                                         |
| 1995      | The One That Got Away                                      | Chris Ryan           |                                         |
| 1998      | Our Mutual Friend                                          | Eugene Wrayburn      |                                         |
| 1999      | Forgotten                                                  | Ben Turner           |                                         |
| 2000      | Nature Boy                                                 | Steve Witton         |                                         |
| 2000      | Fish                                                       | Jonathan Vishnevski  |                                         |
| 2001      | Hotel                                                      | Ben Carter           |                                         |
| 2001      | Sweet Revenge                                              | Patrick Vine         |                                         |
| 2002      | Blood Strangers                                            | DC David Ingram      |                                         |
| 2002      | The Biographer                                             | Andrew Morton        |                                         |
| 2001–2003 | Hornblower                                                 | Lieutenant Bush      |                                         |
| 2003      | Agatha Christie's Poirot                                   | Dr. Peter Lord       |                                         |
| 2004      | Lie with Me                                                | Gerry Henson         |                                         |
| 2005      | Kidnapped                                                  | Colonel MacNab       |                                         |
| 2005      | Fables of Forgotten Things                                 | Clarence             |                                         |
| 2005      | Agatha Christie's Marple                                   | Dickie Erskine       |                                         |
| 2006      | If I Had You                                               | Philip Andrews       |                                         |
| 2006      | Tripping Over                                              | Jeremy               |                                         |
| 2006      | Sea of Souls                                               | Christopher Chambers | 1 Epizoda                               |
| 2007      | True Dare Kiss                                             | Nash                 |                                         |
| 2009      | Collision                                                  | Richard Reeves       |                                         |
| 2010      | Jonathan Creek                                             | Hugo Doré            |                                         |
| 2010–2011 | Luther                                                     | Mark North           |                                         |
| 2011      | Waking the Dead                                            | ACC Tony Nicholson   |                                         |
| 2011      | New Tricks                                                 | DCI James Larson     | 1 Epizoda                               |
| 2011      | Britain's Greatest Codebreaker                             | Vypravěč             |                                         |
| 2012      | A Mother's Son                                             | David                |                                         |
| 2013      | Ripper Street                                              | Stanley J. Bone      | 1 Episode                               |
| 2013      | Moving On                                                  | Phil                 |                                         |
| 2013      | Wildest Latin America                                      | Vypravěč             |                                         |
| 2013      | Doctor Who                                                 | Doktor               | Mini-epizoda: "The Night of the Doctor" |
| 2013      | The Five(ish) Doctors Reboot                               | Sám sebe             | BBC Red Button webcast                  |
| 2013      | The Boy With The Incredible Brain (Extraordinary People)   | Vypravěč             |                                         |
| 2014      | The Bletchley Circle                                       | John Richards        |                                         |
| 2014      | Apples, Pears and Paint: How to Make a Still Life Painting | Vypravěč             |                                         |
| 2014      | France: The Wild Side                                      | Vypravěč             |                                         |
| 2014      | Cosmonauts: How Russia Won the Space Race                  | Vypravěč             |                                         |
| 2015      | Shark                                                      | Vypravěč             |                                         |
| 2016      | Wildest Islands of Indonesia                               | Vypravěč             |                                         |